# Hidas György
Hidas György (Budapest, 1925. november 15. – 2012. július 29.) magyar pszichiáter, kiképző pszichoanalitikus. Gyógyító tevékenységén kívül szervezőtehetségével jelentős mértékben hozzájárult a magyarországi pszichoanalízis és pszichoterápia elterjedéséhez, fejlődéséhez. Raffai Jenővel az anya-magzat kapcsolatanalízis módszerének kidolgozója.

## Életpálya

### Gyermekkor, család
Hidas György 1925. november 15-én született polgári zsidó család egyetlen gyermekeként. Generációk öröksége a család tulajdonában lévő Hennenfeld Jégszekrénygyár Rt. volt, melyet a német megszállás és a kommunista rezsim fokozatosan, teljesen ellehetetlenített. Hidas György édesapja művelt, vallásos középpolgár volt, később a holokauszt áldozata. Hidas György bevallása szerint boldog, kiegyensúlyozott gyermekkora volt.

### Tanulmányok, karrier
Hidas György 1935-ben a Werbőczy Gimnáziumban kezdte meg középiskolai tanulmányait. Az első világháborút követően Magyarországon is felhangot kaptak a szélsőséges irányzatok, és az akkori politikai rendszer diszkriminálta a zsidó származásúkat. Hidas György emlékei szerint ekkor megélte a kirekesztettség érzését, kizárták a tánciskolából, cserkészcsapatból az iskolában. 1943-ban érettségizett, és ezután szülei kívánsága szerint mérnöknek jelentkezett a Budapesti Műszaki Egyetemre, ahová azonban a numerus clausus miatt nem kerülhetett be. A család kívánsága szerint segédműszerészként folytatta tanulmányait. A család nagy reményeket fűzött az ifjúhoz, átveheti majd a gyár vezetését. Hidas György nem érdeklődött a műszaki szakma iránt, a filozófia, az irodalom és a pszichoanalízis foglalkoztatta.
1944 júniusában munkaszolgálatra hívták Szolnokra, ahol vasúti sínek építkezésén dolgozott. Szeptemberben édesapja kapcsolatai révén felmentették a további munkaszolgálat alól. Nem sokkal később nagybátyja barátnője bújtatta Csepelen, majd 1944. december 6-án felszabadultak az üldözés, elnyomás alól.
1945-ben, a háború befejezése után Hidas György az Orvostudományi Egyetemen kezdte meg tanulmányait. Az egyetemen Szent-Györgyi Albert, Beznák Aladár, Hermann Imre, Gartner Pál előadásait hallgathatta. 1950-ben fejezte be egyetemi tanulmányait, ekkor kapott orvosi diplomát. Pszichiátriai szakvizsgát 1954-ben tett. Pszichoterápiás szakvizsgáját 1992-ben teljesítette. 1975-től kiképző pszichoanalitikus. A János Kórházban, a belgyógyászaton dolgozott segédorvosként 1950-től, majd átkerült a mentálhigiénés osztályra.
Terápiás csoportokat szervezett, 1959-ben elkezdett felnőtt neurotikusokkal foglalkozni. 1963-ban elsők között tartott szakembereknek foglalkozásokat, amelyet napjainkban sajátélmény csoportoknak neveznénk.
1968–1976 között Fővárosi Pszichoterápiás Módszertan Központ osztályvezető főorvosa, 1979–1994 között pedig az Országos Rehabilitációs Intézet tündérhegyi részlegében orvosi és pszichoterápiás osztályvezető.
1994-ben nyugdíjba vonult.

## Tudományos munkássága
„Visszatekintve életemre, komolyan van az a korai választásom, hogy pszichoanalitikus szerettem volna lenni.” 
Hidas György sokoldalú szakmai tevékenységével hozzájárult a pszichoterápia ismételt felvirágoztatásához Magyarországon. A jeles pszichiáter kiváló szervezőképességgel és összefogó erővel irányított. Amikor szakmai munkásságát elkezdte, 1950-ben a pszichoanalízis a politikai helyzet miatt már nem létezhetett olyan erővel Magyarországon.

### Magyar Pszichoanalitikus Egyesület
Ferenczi Sándor vezetésének és szervezésének köszönhetően 1913-tól kezdve Budapest pszichoanalitikus fellegvárrá vált, ma Budapesti Iskolának nevezzük a Ferenczi Sándor nyomán elindult kezdeményezést. A Budapesti Iskola tagjai voltak, és nagy hatással volt többek között a következő jeles analitikusokra: Hollós István, Lévy Lajos, Radó Sándor, Melanie Klein, Róheim Géza, Hermann Imre, Pfeifer Zsigmond és Révész Erzsébet, Margaret Mahler, Bálint Alice, Bálint Mihály, Franz Alexander, Hárnik Jenő. Ignotus Hugó révén a Nyugatos írók is találkozhattak a pszichoanalízissel, megismerhették Freud munkásságát.
A fennálló, váltakozó szélsőséges politikai rendszerek ellehetetlenítették az analitikusok tevékenységét, többen elmenekülni kényszerültek, és 1949-ben a társaság feloszlott. Hidas György Hajdú Lilihez járt analízisre, majd halála után Rajka Tiborhoz, aki elvitte Hermann Imre pszichoanalitikus összejöveteleire.
1965-ben a Magyarországon maradt pszichoanalitikusok fiatalabb generációk felé nyitottak.
1969-ben Hermann Imre 80. születésnapja alkalmából egy rendezvény keretében a nyilvánosság elé álltak a magyar pszichoanalitikusok. Már 1968-ban megindultak a tárgyalások a Nemzetközi Pszichoanalitikus Társasággal Magyarország bevonásáról. Hidas György szorgalmazta az IPA-val való együttműködést, és tagja volt az 5 főből álló „study groupnak”, kiképző analitikus lett.

### Pszichoterápiás Hétvégék
A Pszichoterápiás Hétvégék ötletalapja, hogy a pszichoterápia ne csak Budapesten legyen ismert, hanem vidéken is. Günter Ammon konferenciája inspiráló volt Buda Bélára és Hidas Györgyre. 1974-ben Hidas György előterjesztette ötletét a Pszichoterápiás Hétvége szakmai programmal kapcsolatban. 1974–1986 között az ország különböző pontjain rendezték meg a Pszichoterápiás Hétvégét.

### Ferenczi Sándor Egyesület
Hidas György nevéhez kapcsolódik a Ferenczi Sándor Egyesület létrehozása. 1988. szeptember 12-én alakult meg, célja a pszichoanalízis és a társadalom, kultúra kapcsolata és történeti leírása. Számos nemzetközi konferencia szervezése kapcsolódik az egyesülethez. Saját folyóiratuk 1990 óta a Thalassa.

### Anya-magzat kapcsolatanalízis
Prenatális területen is jelentős kutatási eredmények kapcsolódnak Hidas György nevéhez. Raffai Jenővel anya-magzat kapcsolatanalízist dolgoztak ki 1990-től. A magzatnak van lelki tevékenysége, és a terapeuták segítenek az anyukának ezt a lelki tevékenységet elérhetővé tenni.
Sok pszichés betegség méhen belüli traumákra vezethető vissza, a megelőzés kiváló megoldás lehetne. Gondolatátvitel lehetséges az anyuka és a magzata között. A kapcsolatanalízis lényege, hogy az analitikusok a mamát megtanítják a magzattal való kommunikációra, megerősítik anyai szerepükben. A vizsgálati eredmények szerint az anya-magzat kapcsolatanalízisben részt vett gyerekek a világra nyitottabbak, érdeklődőbbek és az emberi kapcsolataik gazdagabbak.

## Díjai, elismerései (válogatás)
- Ferenczi Emlékérem (2001)
- Oláh Gusztáv Emlékérem (2009)

## Publikációk (válogatás)
- Hidas, Gy. (1974) Pszichoterápia és a csoportfolyamat. Magyar Pszichológiai Szemle, 2, 189-193.
- Hidas, Gy. (1975) A Pszichoterápiás Hétvége módszertani kérdései. Magyar pszichológiai szemle, 32, 628-634.
- Hidas, Gy. (1989) Pszichoterápiás Hétvége: 1974-1986. Magyar Pszichológiai Szemle, 29, 387-402.
- Hidas, Gy. (1990) Ferenczi, pszichoanalízis, társadalom. Thalassa, 1, 5-12.
- Hidas, Gy. (1991) Az első Erdélyi Pszichoterápiás Hétvége. Thalassa, 2, 120.
- Hidas, Gy. (1993) Élni a pszichoanalízist : A Freud-Ferenczi levelezés. Thalassa, 4, 197-201.
- Hidas, Gy. (1997) Önéletrajz. Pszichológia, 1, 90-111.
- Hidas, Gy. (1999) Kommunikációs utak az anya-magzat kapcsolatanalízisben. Kézirat.
- Hidas, Gy. (1974) Pszichoterápia és a csoportfolyamat. Magyar Pszichológiai Szemle, 31, 189-193.
- Hidas, Gy. (1991) Sándor Ferenczi. Das klinische Tagebuch von 1932. Thalassa, 2, 105-109. old.
- Hidas, Gy., Buda, B. (1967). A csoportpszichoterápiás folyamat vizsgálata az interperszonális kommunikációs elmélet szempontjai szerint. Elméleti és módszertani alapok. Az első vizsgálat eredményei és következtetései. Magyar Pszichológiai Szemle, 24, 537-551.
- Hidas, Gy., Mészáros, J. (1991). A II. Kelet-Európai Szeminárium. Thalassa, 2, 121.
- Hidas, Gy., Raffai, J., Vollner, J. (2013). Lelki köldökzsinór. Beszélgetek a kisbabámmal. Budapest: Helikon Könyvkiadó.